# Mordella leucosticta
Mordella leucosticta is een keversoort uit de familie spartelkevers (Mordellidae). De wetenschappelijke naam van de soort is voor het eerst geldig gepubliceerd in 1848 door Germain.